# Zotalemimon fossulata
Zotalemimon fossulata är en skalbaggsart som först beskrevs av Stefan von Breuning 1943.  Zotalemimon fossulata ingår i släktet Zotalemimon och familjen långhorningar.
Artens utbredningsområde är Laos. Inga underarter finns listade i Catalogue of Life.